# Ścinawa Polska
Ścinawa Polska (deutsch Odersteine, bis 1922 Polnisch Steine, 1945–1947 Wielka Ścinawa) ist ein Dorf in Niederschlesien. Der Ort liegt in der Gmina Oława im Powiat Oławski in der polnischen Woiwodschaft Niederschlesien.

## Geographie

### Geographische Lage
Das Straßendorf Ścinawa Polska liegt vier Kilometer südöstlich des Gemeindesitzes und der Kreisstadt Oława (Ohlau) und rund 30 Kilometer südöstlich der Woiwodschaftshauptstadt Breslau. Der Ort liegt in der Nizina Śląska (Schlesische Tiefebene) innerhalb der Pradolina Wrocławska (Breslauer Urstromtal). Ścinawa Polska liegt am linken Ufer der Oder.

### Nachbarorte
Nachbarorte von Ścinawa Polska sind im Westen der Gemeindesitz Oława (Ohlau) und im Süden im Osten Ścinawa (Deutsche Steine).

## Geschichte
Das Dorf wurde um 1203 erstmals als Kamene erwähnt. 1291 erfolgte eine Erwähnung als Stinavia polonicalis sowie 1303 als Alt-Steine.
Nach dem Ersten Schlesischen Krieg 1742 fiel Polnisch Steine zusammen mit dem größten Teil Schlesiens an Preußen.
Nach der Neugliederung Preußens gehörte die Landgemeinde Polnisch Steine ab 1815 zur Provinz Schlesien und war ab 1816 dem Landkreis Ohlau eingegliedert. 1874 wurde der Amtsbezirk Thiergarten gegründet, welcher die Landgemeinden Deutsch Steine, Polnisch Steine und Thiergarten und den Gutsbezirk Deutsch Steine umfasste. 1885 zählte der Ort 462 Einwohner.
1922 wurde der Ort in Odersteine umbenannt. 1933 zählte Odersteine 567, 1939 wiederum 550 Einwohner. Bis 1945 befand sich der Ort im Landkreis Ohlau.
Als Folge des Zweiten Weltkriegs fiel Odersteine wie fast ganz Schlesien 1945 an Polen, wurde zunächst in Wielka Ścinawa umbenannt und der Woiwodschaft Breslau angegliedert. Die deutsche Bevölkerung wurde, soweit sie nicht vorher geflohen war, weitgehend vertrieben. Die neu angesiedelten Bewohner waren zum Teil Heimatvertriebene aus Ostpolen. 1947 wurde der Ortsname in Ścinawa Polska geändert. 1997 wurde der Ort beim Jahrhunderthochwasser der Oder überschwemmt. 1999 kam der Ort zum Powiat Oławski in der Woiwodschaft Niederschlesien. Beim Oderhochwasser 2010 wurde das Dorf erneut überschwemmt.

## Sehenswürdigkeiten
- Die römisch-katholische Kirche St. Johannes der Täufer und St. Andrzej Świerad wurde 1986 errichtet.[7]

## Vereine
- Fußballverein LZS Ścinawa Polska